# تسونهارو سوگیاما
تسونهارو سوگیاما (انگلیسی: Tsuneharu Sugiyama; ۲۳ ژوئیهٔ ۱۹۴۰ – ۲۲ نوامبر ۲۰۰۲) کشتی‌گیر اهل ژاپن بود.